# Oberdorf NW
Oberdorf je obec ve švýcarském kantonu Nidwalden. Leží přibližně 2 kilometry východně od hlavního města kantonu, Stansu, v nadmořské výšce 455 metrů. Žije zde přibližně 3 100 obyvatel.

## Geografie
Oberdorf se skládá ze tří místních částí: Oberdorf (horní část hlavního města kantonu Stans), vesnice Büren a horské vesnice Niederrickenbach. Leží při vstupu do údolí Engelbergtal. Území obce se rozkládá od úrodné roviny Stanser Boden až po vysokohorské pastviny a alpy na Brisenu. K Oberdorfu patří také jihozápadní úbočí Buochserhornu (1806 m n. m.).
Z celkové rozlohy obce tvoří pouze 6,7 % osídlená půda. Velkou část území obce, 38,3 %, pokrývají lesy a lesní porosty. Ještě větší plocha, 53,0 %, je využívána pro zemědělství. Pouze 1,9 % tvoří neproduktivní půda.

## Historie

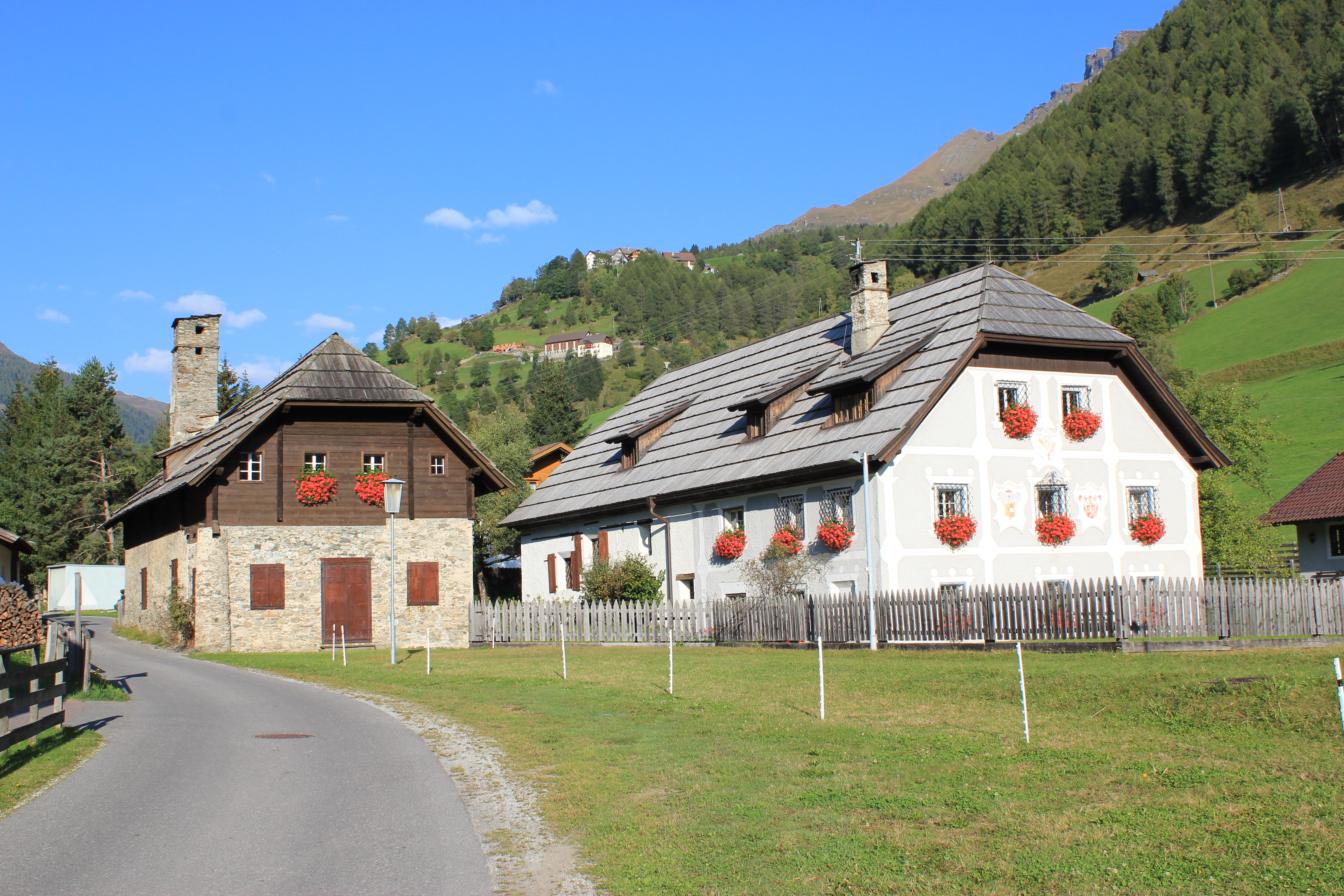
Tradiční architektura v obci

První zmínka o obci pochází z roku 1199 pod názvem Obirndorf. Roku 1275 se pak objevuje jako Oberndorf.
V oblasti Oberdorfu se původně nacházelo několik roztroušených zemědělských osad. Kolem kaple v Bürenu, která byla poprvé zmíněna v roce 1494 a v letech 1867 a 1968 nahrazena novými budovami, se vyvinulo centrum obce. Údajně se zde nacházelo sídlo rodu von Büren (frohburských služebníků), hradiště se předpokládá také v Burghaltenu a Gisi. Oberdorf je církevně součástí farnosti Stans; kaple se nacházejí v Bürenu a v Maria Rickenbach. Významné je náměstí Landsgemeindeplatz v místní části Wil, které je doloženo od roku 1398 a panovník ho využíval až do roku 1996, kdy se Landsgemeinde kantonu Nidwalden konalo naposledy. V roce 1775 zde Nidwalden postavil sýpku (dnes hasičská zbrojnice). Již od 18. století slouží tzv. Allmend ve Wilu jako vojenský náborový a výcvikový prostor (nová kasárna postavená v letech 1970–1971) a od roku 2003 jako výcviková základna pro mezinárodní vojenské operace. Vesnice Niederrickenbach (1160 m) je poutním místem od roku 1529 a od roku 1857 zde funguje benediktinský klášter Maria Rickenbach.
V roce 1850 se obce Waltersberg, Büren a horní část Stansu staly samostatnou obcí Oberdorf. Po roce 1827 přinesla do zemědělské oblasti dočasnou průmyslovou práci tkalcovská firma rodu Deschwandenů. V roce 1889 byla založena dřevařská firma Kayser a v roce 1923 továrna na okna Bünter, které byly aktivní ještě počátkem 21. století.

## Obyvatelstvo

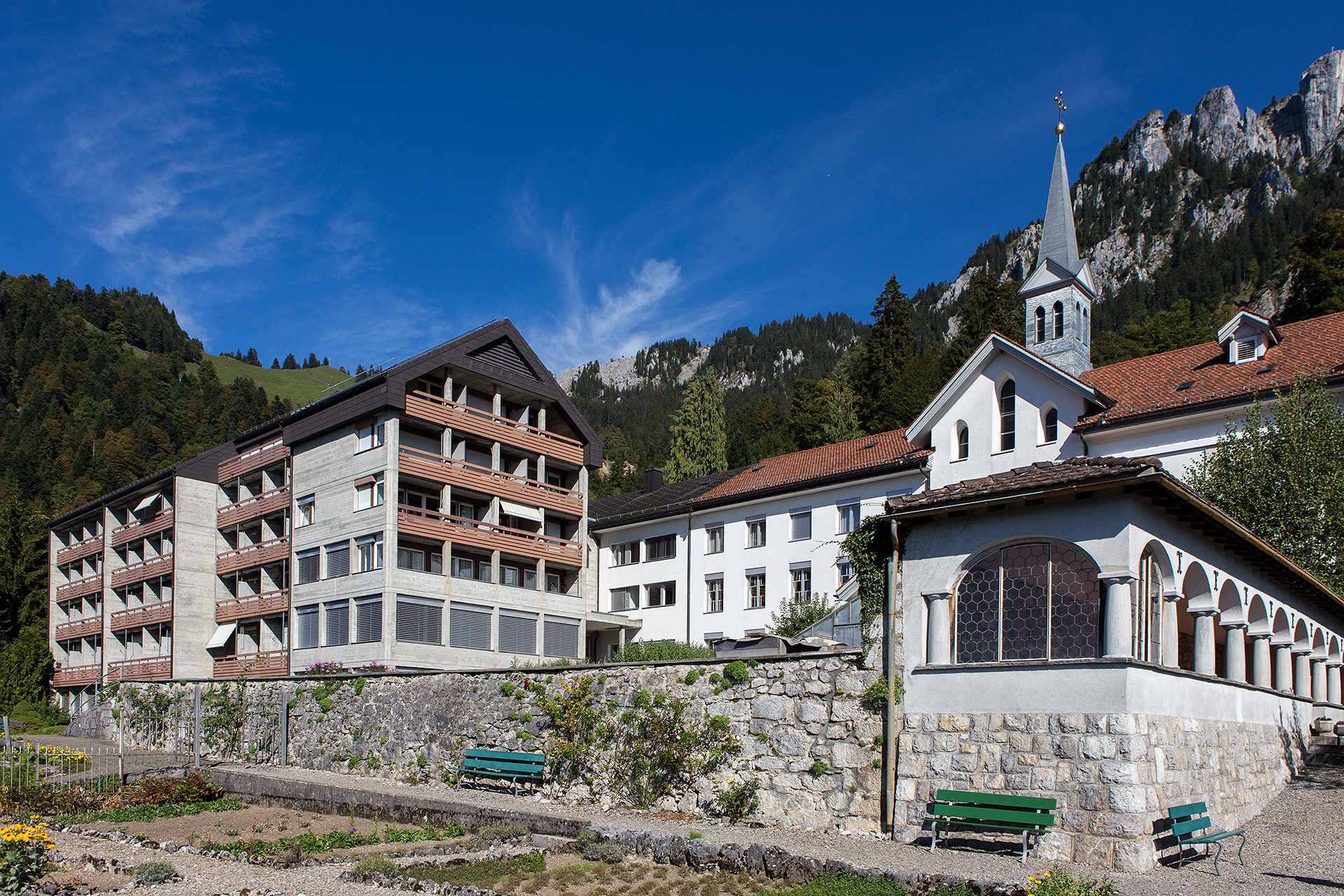
Klášter Maria Rickenbach

K 31. prosinci 2021 v obci žilo 3068 obyvatel.

### Vývoj populace
V letech 1850–1860 vzrostl počet obyvatel o 8,9 %. Navzdory vysokému přebytku porodnosti pak po několik desetiletí klesala (1860–1888: -5,5 %). Hlavním důvodem byla migrace do průmyslovějších obcí. Po krátkém období růstu v letech 1888–1900 následovalo desetileté období stagnace. V období 1930–1960 došlo k mírně rychlému nárůstu počtu obyvatel (1930–1960: +25,9 %). Od té doby počet obyvatel rychle roste. Během půl století se zdvojnásobil (1960–2010: +103,9 %). Od roku 2010 se růst počtu obyvatel zpomalil. Důvodem rychlého růstu bylo zlepšení služeb veřejné dopravy a zejména výstavba dálnice A2. Obec se stala atraktivní pro dojíždějící také díky blízkosti hlavního města Nidwaldenu Stansu a příznivým cenám stavebních pozemků.
| Vývoj počtu obyvatel | Vývoj počtu obyvatel | Vývoj počtu obyvatel | Vývoj počtu obyvatel | Vývoj počtu obyvatel | Vývoj počtu obyvatel | Vývoj počtu obyvatel | Vývoj počtu obyvatel | Vývoj počtu obyvatel | Vývoj počtu obyvatel | Vývoj počtu obyvatel | Vývoj počtu obyvatel | Vývoj počtu obyvatel | Vývoj počtu obyvatel | Vývoj počtu obyvatel | Vývoj počtu obyvatel | Vývoj počtu obyvatel | Vývoj počtu obyvatel | Vývoj počtu obyvatel | Vývoj počtu obyvatel |
| -------------------- | -------------------- | -------------------- | -------------------- | -------------------- | -------------------- | -------------------- | -------------------- | -------------------- | -------------------- | -------------------- | -------------------- | -------------------- | -------------------- | -------------------- | -------------------- | -------------------- | -------------------- | -------------------- | -------------------- |
| Rok                  | 1850                 | 1860                 | 1870                 | 1880                 | 1888                 | 1900                 | 1910                 | 1920                 | 1930                 | 1941                 | 1950                 | 1960                 | 1970                 | 1980                 | 1990                 | 2000                 | 2010                 | 2015                 | 2020                 |
| Počet obyvatel       | 971                  | 1057                 | 1041                 | 1003                 | 999                  | 1117                 | 1125                 | 1113                 | 1192                 | 1369                 | 1455                 | 1501                 | 1783                 | 2272                 | 2601                 | 2872                 | 3061                 | 3100                 | 3080                 |

### Jazyky
Téměř všichni obyvatelé mluví německy jako každodenním hovorovým jazykem, avšak silně alemanským dialektem. Při posledním sčítání lidu v roce 2000 uvedlo 95,2 % obyvatel jako svůj hlavní jazyk němčinu, 0,8 % albánštinu a 0,71,2 % angličtinu.

### Národnostní složení
Na konci roku 2015 bylo 2 878 (92,84 %) obyvatel švýcarskými státními příslušníky. Většina přistěhovalců pochází ze střední a západní Evropy (Německo a Spojené království, jižní Evropy (Itálie a Portugalsko), Srí Lanky a bývalé Jugoslávie (Srbsko, Černá Hora, Kosovo, Chorvatsko a Bosna a Hercegovina). Při sčítání lidu v roce 2000 mělo 2 731 osob (95,09 %) švýcarské občanství, z toho 98 osob mělo dvojí občanství.

## Doprava
Oberdorf leží přímo na dálnici A2 Basilej – Lucern – Gotthard (nejbližší exit 33 přímo v obci). Aby se obci ulevilo od dopravy, která je odkloněna z dálnice, byla vypracována koncepce řízení dopravy.
Územím obce prochází železniční trať Luzern-Stans-Engelberg-Bahn (LSE). Na trati existovaly od roku 1898 dvě zastávky Oberdorf a Büren, které však byly v roce 2002 pro malý zájem ze strany cestujících zrušeny. Od té doby existuje do obce pouze autobusové spojení linkami Postauto. Nejbližší vlaková stanice je tak ve 2 kilometry vzdáleném Stansu.

## Osobnosti
- Arnold Odermatt (1925–2021), švýcarský policejní fotograf, narodil se v Oberdorfu